# 樺太町村制
樺太町村制（からふとちょうそんせい）は、以下の同一名称の法令が存在した。
- 樺太町村制（昭和4年3月27日法律第2号） - 樺太ノ地方制度ニ関スル法律（大正10年4月8日法律第47号）を全部改正して制定された法律。改正と同時に改題された。
- 樺太町村制（大正11年1月23日勅令第8号） - 上記の樺太ノ地方制度ニ関スル法律（大正10年4月8日法律第47号）の細則を定めた勅令。後に全部改正され、樺太町村制施行令に改題された（昭和4年6月22日勅令第195号）。

本項では、改正前の法律および改正後の勅令についても記述する。

## 沿革
1905年（明治38年）に日本領へ編入された樺太（南樺太）では、1915年（大正4年）に施行された「樺太ノ郡町村編制ニ関スル件」（大正4年6月28日勅令第101号）により郡（第1條）及び町・村（第2條）が設置されたが、行政区画が編制されたのみで自治に関する規定は存在しなかった。1921年（大正10年）、樺太における地方行政の組織・権限等に関する法律として「樺太ノ地方制度ニ関スル法律」（大正10年4月8日法律第47号）が公布され、翌1922年（大正11年）4月1日に施行された。この法律の細則を定めた勅令である「樺太町村制」（大正11年1月23日勅令第8号）も法律と同時に施行された。
「樺太ノ地方制度ニ関スル法律」（大正10年4月8日法律第47号）は、1929年（昭和4年）の「大正十年法律第四十七號改正法律」（昭和4年3月27日法律第2号）で全部改正され、「樺太町村制」と改題されて同年7月1日に施行された。また、細則を定めた「樺太町村制」（大正11年1月23日勅令第8号）も「樺太町村制改正ノ件」（昭和4年6月22日勅令第195号）で全部改正され、「樺太町村制施行令」と改題されて法律と同時に施行された。
1943年（昭和18年）4月1日の樺太の内地編入に伴い、「樺太町村制」（昭和4年3月27日法律第2号）は、「町村制中改正法律」（昭和18年3月20日法律第81号）附則第3項により同年6月1日の施行をもって廃止され、「樺太町村制施行令」（昭和4年6月22日勅令第195号）は、「市制町村制施行令中改正ノ件」（昭和18年5月25日勅令第443号）附則第2項により同年6月1日の施行をもって廃止された。

## 内容

### 樺太ノ地方制度ニ関スル法律
「樺太ノ地方制度ニ関スル法律」（大正10年4月8日法律第47号）は全9か条の短い法律で、内地で適用された町村制（明治44年4月7日法律第69号）に相当する細則は、本法と同時に施行された「樺太町村制」（大正11年1月23日勅令第8号）で定めた。
第1條で樺太に町村を置き、町村の名称及び区域は樺太庁長官が定めるとされ、第2條で町村に法人格を与えた。第3條で樺太庁長官が任免する町村長について、第4條で樺太庁支庁長が任命した町村評議員による町村評議会の設置を定めた。第5條で町村の負担に属する費用の支払義務、第6條で町村税、使用料、手数料等の賦課徴収を定め、第7條で借入金及び一時借入金の条件を定めた。また、第8條で本法規定外の必要な事項は勅令で定めるとされ、第9條で本法は樺太庁長官の指定する地域に適用するとされた。

### 樺太町村制（法律）
全部改正後の「樺太町村制」（昭和4年3月27日法律第2号）は全7か条の短い法律で、本法と同時に施行された「樺太町村制施行令」（昭和4年6月22日勅令第195号）で細則を定めた。
第1條で樺太の町村を一級、二級に分け、主務大臣が指定するとした。第2條で樺太の町村に法人格を与え、第3條で選挙で選ばれた町村会議員による町村会の設置を定めた。第4條で、一級町村には町村会で選挙した町村長を置くことを認めたが、二級町村の町村長は樺太庁長官が任免した。第5條で町村の負担に属する費用の支払義務と町村税、使用料、手数料等の賦課徴収を定め、第6條で借入金及び一時借入金の条件を定めた。第7條で本法規定外の町村の廃置分合など必要な事項は勅令で定めるとされた。
制度としては、北海道で導入された北海道一級町村制・二級町村制に近い。

## 一級町村・二級町村

### 1929年7月
1929年（昭和4年）7月1日の拓務省告示第1号により、一級町村及び二級町村が次の通り指定された。指定外が5村存在したが、知床村と名好村は1932年（昭和7年）4月1日に、二級町村に指定されている。
| 支庁     | 郡       | 一級          | 二級                 | 指定外 |
| -------- | -------- | ------------- | -------------------- | ------ |
| 豊原支庁 | 豊原郡   | 豊原町        | 豊北村               | 川上村 |
| 豊原支庁 | 栄浜郡   | 落合町        | 栄浜村 白縫村        |        |
| 大泊支庁 | 大泊郡   | 大泊町        | 千歳村 深海村        |        |
| 大泊支庁 | 長浜郡   |               | 長浜村 遠淵村 富内村 | 知床村 |
| 大泊支庁 | 留多加郡 | 留多加町      | 三郷村 能登呂村      |        |
| 本斗支庁 | 本斗郡   | 本斗町        | 好仁村 内幌村        | 海馬村 |
| 真岡支庁 | 真岡郡   | 真岡町        | 広地村 蘭泊村 清水村 |        |
| 真岡支庁 | 野田郡   | 野田町        | 小能登呂村           |        |
| 泊居支庁 | 泊居郡   | 泊居町        | 名寄村               |        |
| 泊居支庁 | 名好郡   | 恵須取町      |                      | 名好村 |
| 泊居支庁 | 久春内郡 |               | 久春内村 三浜村      |        |
| 泊居支庁 | 鵜城郡   |               | 鵜城村               |        |
| 元泊支庁 | 元泊郡   | 元泊村 知取町 | 帆寄村               |        |
| 敷香支庁 | 敷香郡   |               | 敷香村 泊岸村 内路村 |        |
| 敷香支庁 | 散江郡   |               |                      | 散江村 |

### 1943年4月
以下は1943年（昭和18年）4月の樺太の内地編入時点の一覧である。指定外だった3村は、1941年（昭和16年）4月1日拓務省告示第3号により一級町村（川上村）、二級町村（海馬村、散江村）に指定されている。
| 支庁       | 郡・市   | 一級                   | 二級                                      |
| ---------- | -------- | ---------------------- | ----------------------------------------- |
| 豊原支庁   | 豊原市   |                        |                                           |
| 豊原支庁   | 豊栄郡   | 落合町 川上村          | 豊北村 栄浜村 白縫村                      |
| 豊原支庁   | 大泊郡   | 大泊町                 | 千歳村 深海村 長浜村 遠淵村 富内村 知床村 |
| 豊原支庁   | 留多加郡 | 留多加町               | 三郷村 能登呂村                           |
| 真岡支庁   | 本斗郡   | 本斗町 内幌町          | 好仁村 海馬村                             |
| 真岡支庁   | 真岡郡   | 真岡町 野田町          | 広地村 蘭泊村 清水村 小能登呂村           |
| 真岡支庁   | 泊居郡   | 泊居町                 | 名寄村 久春内村                           |
| 恵須取支庁 | 恵須取郡 | 恵須取町 塔路町 珍内町 | 鵜城村                                    |
| 恵須取支庁 | 名好郡   | 名好町 西柵丹村        |                                           |
| 敷香支庁   | 元泊郡   | 元泊村 知取町          | 帆寄村                                    |
| 敷香支庁   | 敷香郡   | 敷香町                 | 泊岸村 内路村 散江村                      |

### 1943年6月
「樺太町村制」（昭和4年3月27日法律第2号）廃止に伴い、1943年（昭和18年）6月1日に樺太の一・二級町村制も廃止されたが、「市制町村制等改正経過規程」（昭和18年5月25日勅令第444号）第37條により、従来の樺太の二級町村は「市制町村制施行令」第111條の改正規定による内務大臣の指定町村とみなされ、従来の制度を存置した。

## 参考資料
- 『外地地方行政区劃便覧. 昭和16年4月1日現在』 - 国立国会図書館デジタルコレクション（拓務省管理局、1941年）